# Siedlung Georgsgarten

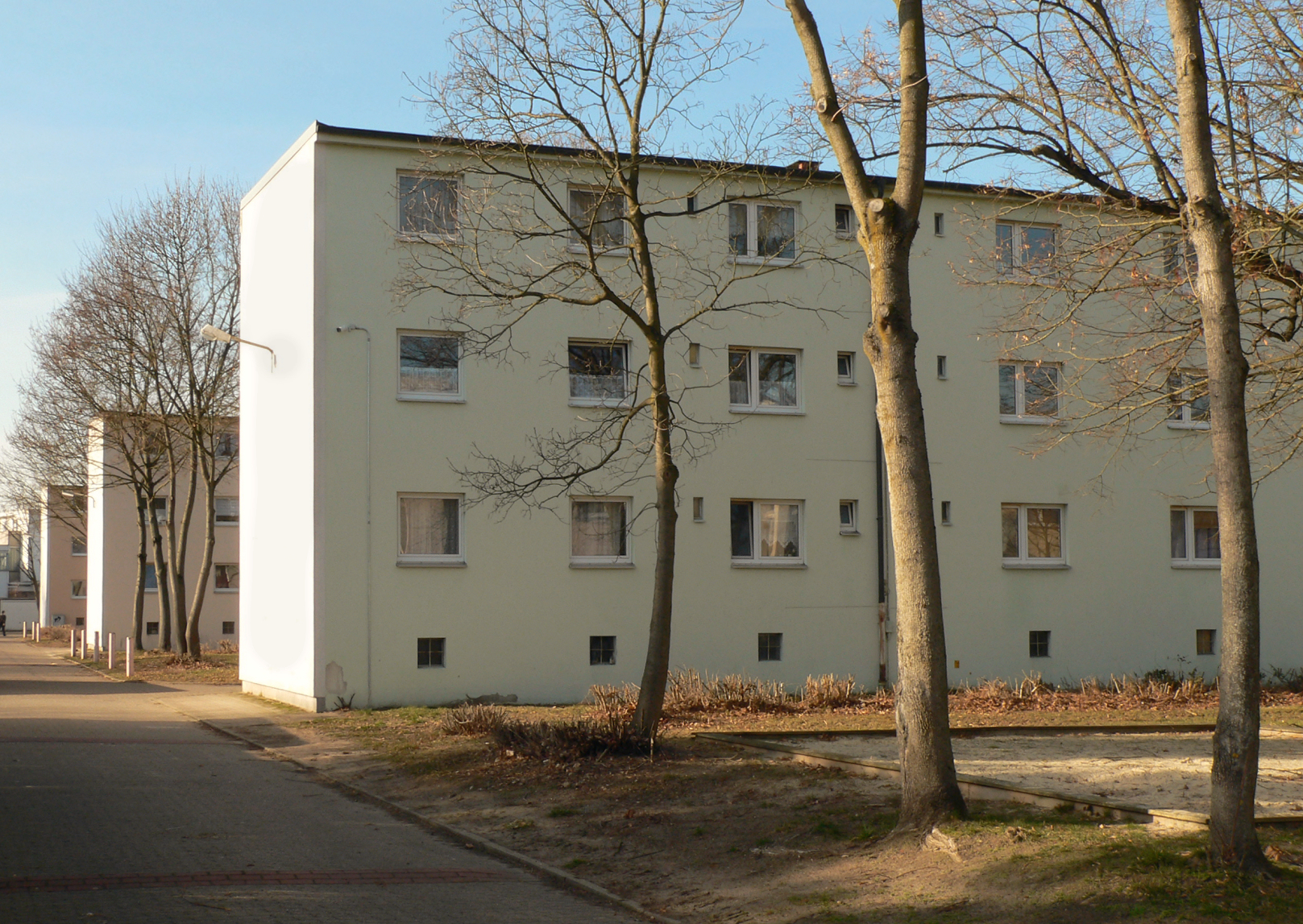
Dreigeschossige Zeilenbauten der Siedlung

Die Siedlung Georgsgarten ist eine größere Wohnsiedlung in Celle in Niedersachsen. Sie wurde vom Architekten Otto Haesler geplant und 1927 fertiggestellt. Die Anlage im offenen Zeilenbau zählt zum Neuen Bauen und beeinflusste maßgeblich den Wohnungsbau der Moderne. Heute steht die Siedlung unter Denkmalschutz.

## Beschreibung
Die Siedlung liegt im südlichen Randbereich der Altstadt von Celle an der Ausfallstraße nach Braunschweig. Errichtet wurde sie im früheren Garten des Hospitals St. Georg in der Blumlage, der ihr den Namen Georgsgarten gab.

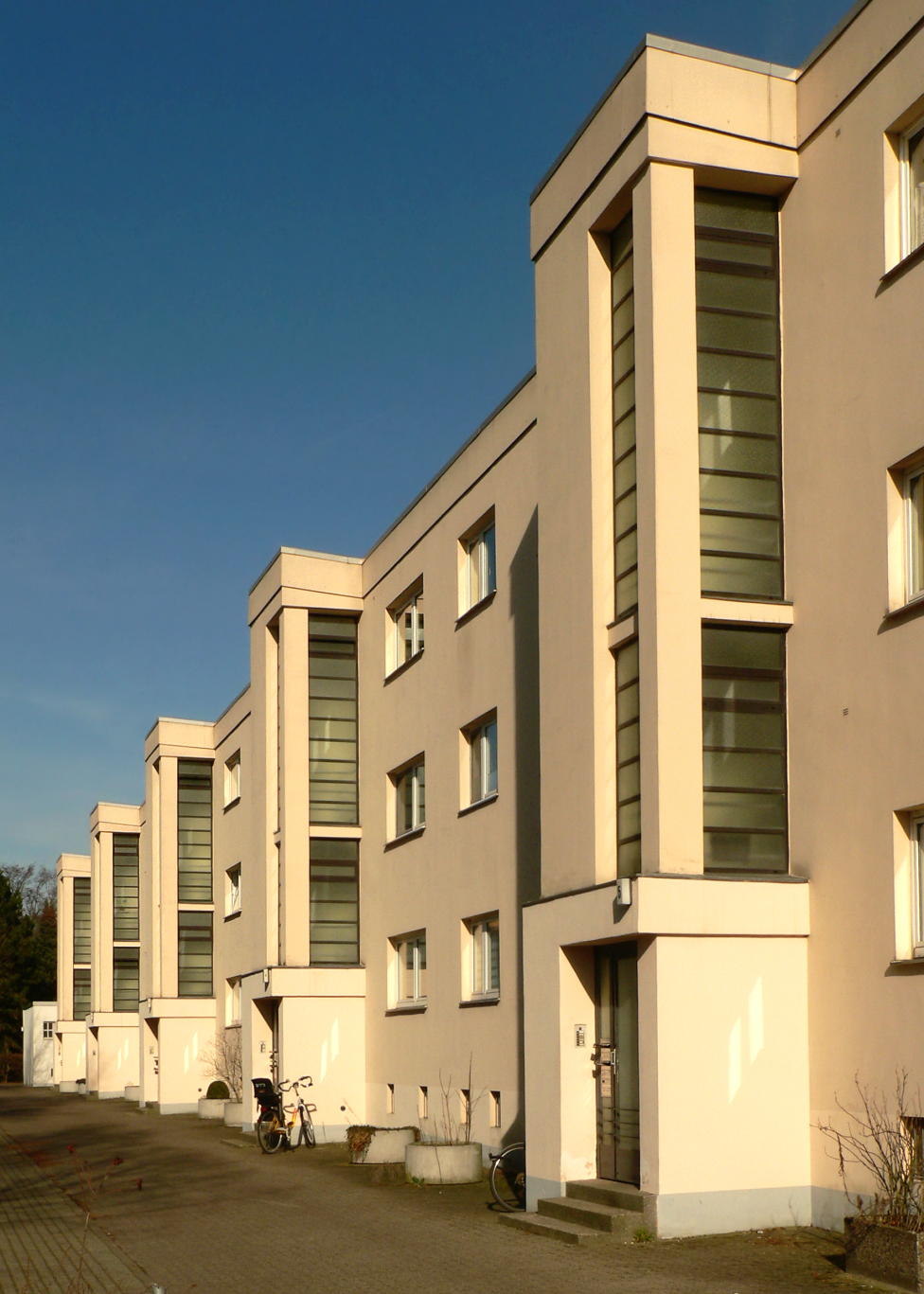
Die plastisch aus dem Baukörper hervortretenden Treppenhäuser

Die Wohngebäude der Siedlung bestehen aus sechs dreigeschossigen Zeilenbauten von 80 Meter Länge und 10 Meter Tiefe in Nord-Süd-Ausrichtung, die mit Flachdächern gedeckt sind. Die Gebäude wurden in Stahlskelettbauweise mit einer Außenwand aus doppelschaligem Kalkstein errichtet. Die gesamte Anlage verfügt über 168 Wohnungen mit einer Größe von 50 bis 70 m². Die jeweils fünf Treppenhäuser der Wohnzeilen treten nach Westen aus dem Baukörper plastisch hervor. Die vom Maler Karl Völker vorgenommene Farbgestaltung verstärkte die Wirkung der hervortretenden Architekturelemente. Zwischen den Zeilenbauten befindet sich ein 30 Meter breiter Hof mit Rasenflächen, die früher an einen Schäfer verpachtet waren. Die Blocks stehen giebelständig zur Straße, was damals neu war. Die Wohnblocks werden gegen die Straße durch eine Gebäudezeile von vier eingeschossigen Blockbauten abgegrenzt, die ursprünglich Gewerbe- und Gemeinschaftseinrichtungen beherbergten, wie ein Heiz-, Wasch- und Badehaus sowie ein Café, eine Bücherei, einen Friseursalon und Geschäfte. An einem äußeren Wohnblock ist ein Querbau als Kindergarten angesetzt. Fortschrittlich für die damalige Zeit war eine Orientierungsbeleuchtung durch Leuchtkästen, die die Nummer der jeweiligen Zeile aufwiesen. Gegen die beiden vorbeiführenden Straßen war die Siedlung durch die flachen Blocks, Mauern und durch Tore abgeschirmt. Siedlungsintern wird sie durch Wohnwege und einen Gartenweg erschlossen.
Die Wohnungen der Siedlung verfügten von Anfang an über fließendes Wasser und eine Toilette, hatten aber kein Badezimmer; dafür stand ein Badehaus zur Verfügung. Es gab eine Zentralheizung. Mit der Farbgestaltung der Gebäude betraute der Architekt Otto Haesler den Maler Karl Völker. Durch den Austausch der ursprünglich gelb gestrichenen Fenster durch weiße Kunststofffenster ist heute die ursprüngliche Farbwirkung verloren gegangen. Für die Gestaltung von 59 Nutzgärten für die Mieter südlich der Blocks zog Haesler den Landschaftsarchitekten Leberecht Migge bei.

Bilder
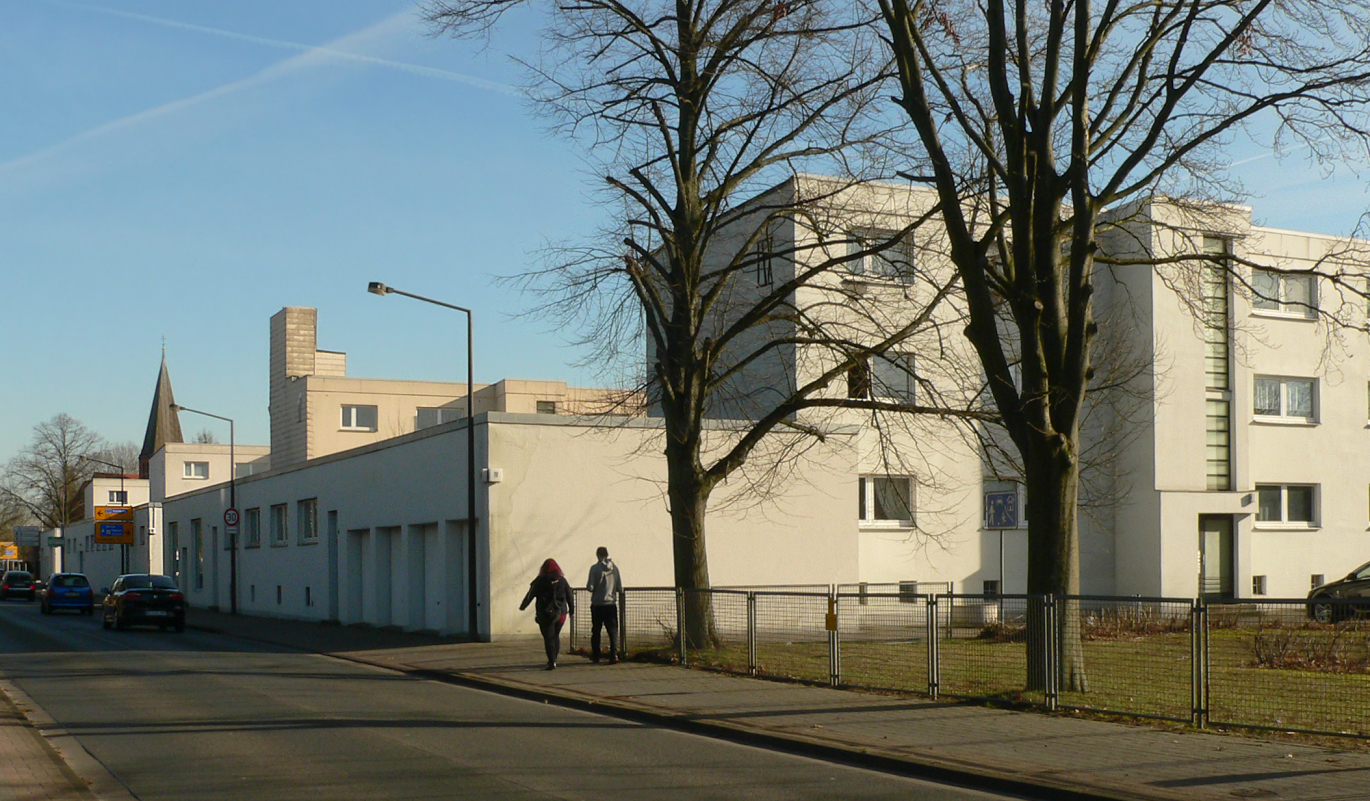
Die flachen Blocks, die die Siedlung zur Straße abschirmen
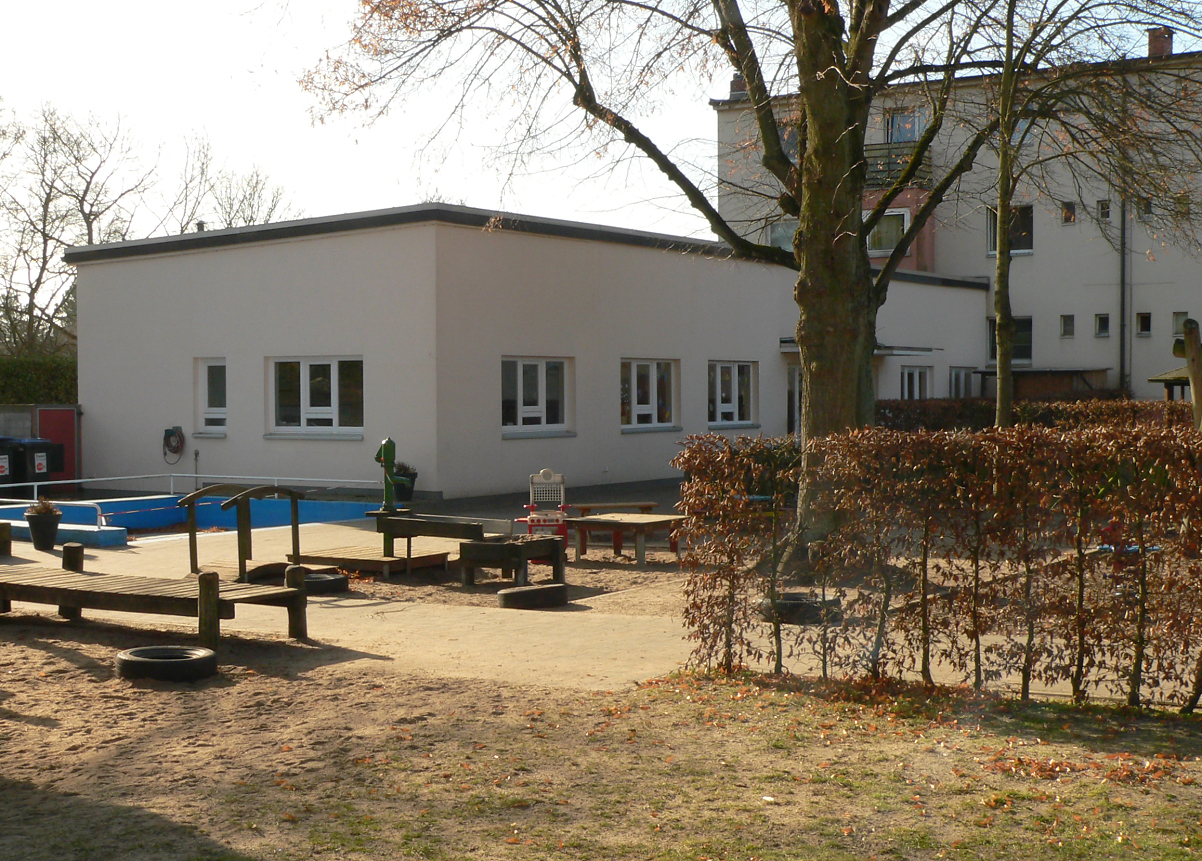
Der an einen Zeilenbau angesetzte Kindergarten
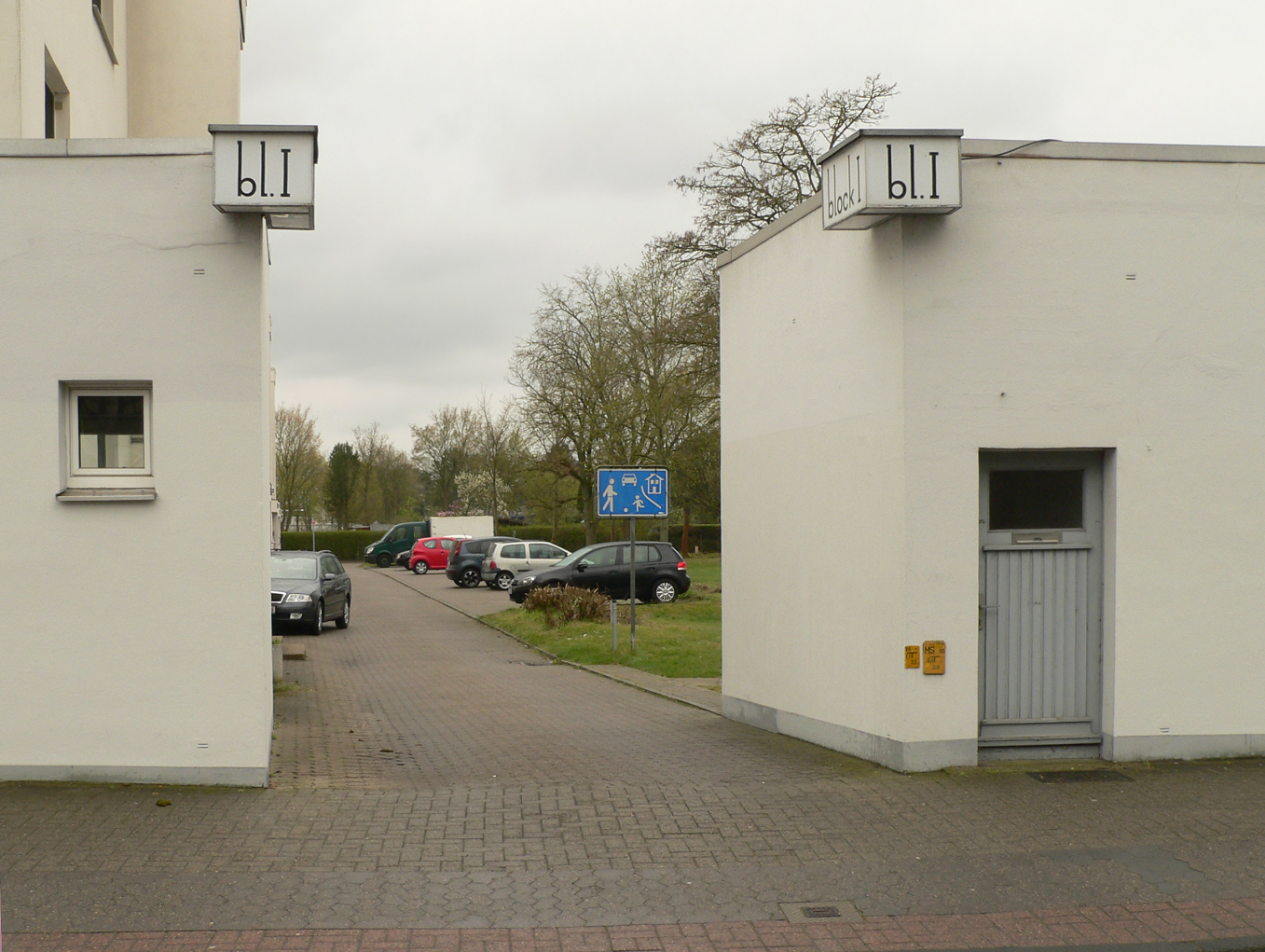
Einfahrt auf den Innenhof eines Wohnblocks mit Leuchtkästen
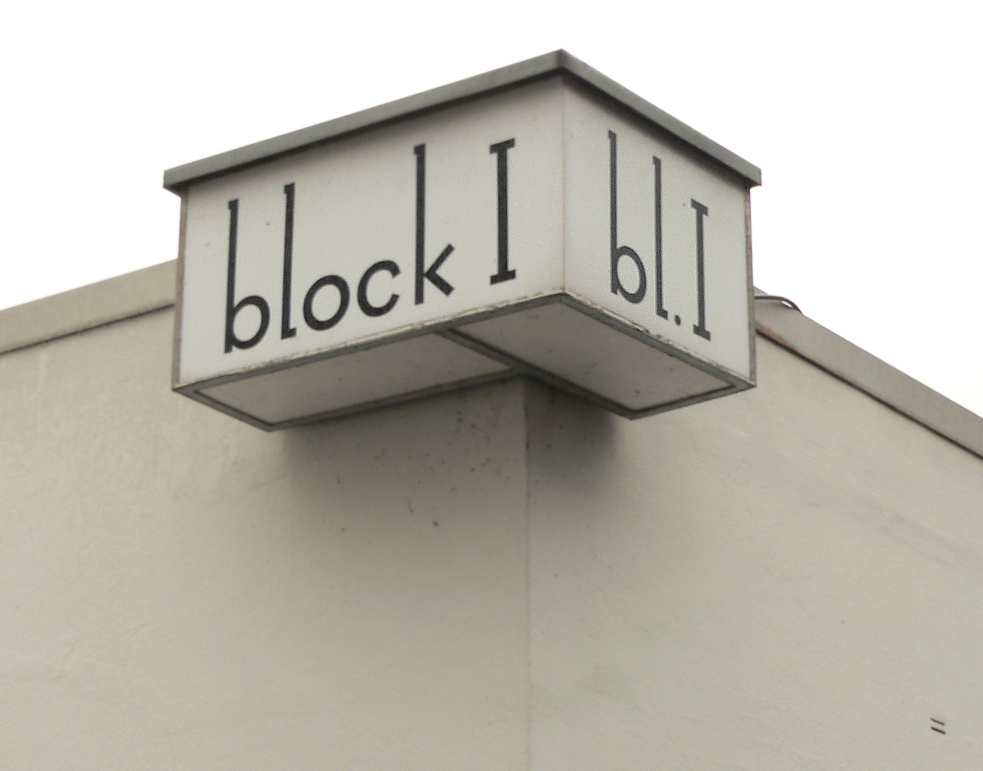
Leuchtkasten als Orientierungsbeleuchtung

## Geschichte
Bauträger der Siedlung war die Genossenschaft Volkshilfe mit der offiziellen Bezeichnung Volkshilfegesellschaft mbH, die sich gemeinnützige Bauvereinigung von Celler Bürgern Geld als Arbeitskapital lieh. Die gemeinnützige Bauvereinigung hatte 1923 der Celler Kaufmann und spätere Reichstagsabgeordnete Wilhelm Jaeger (DNVP) gegründet. Jägers Intentionen bestanden darin, durch „bürgerliche Selbsthilfe“ die „Wohnungsnot mit ihren volksschädlichen Erscheinungen“ zu bekämpfen. 1925 verkündete die Volkshilfe ein Bauprogramm und plante den Bau von 200 relativ kostengünstigen Wohnungen in Reihenhäusern. Im selben Jahr begannen die Bauarbeiten, die Ende 1926 abgeschlossen waren. Die Mieten fielen wegen ungünstiger Finanzierung des Bauprojekts höher als erwartet aus. Die ersten Mieter gehörten zu je einem Drittel zum öffentlichen Dienst oder der Verwaltung, zu selbstständigen Kaufleuten oder Handwerkern sowie zum unteren Mittelstand. Einige Konzepte der bauerrichtenden Volkshilfe gingen nicht auf. Die Läden im Gemeinschaftsbereich waren Verlustgeschäfte und die aufwändig gestalteten Kleingärten konnten wegen der hohen Mieten nur zu einem kleinen Teil verpachtet werden.

## Stil und Bedeutung

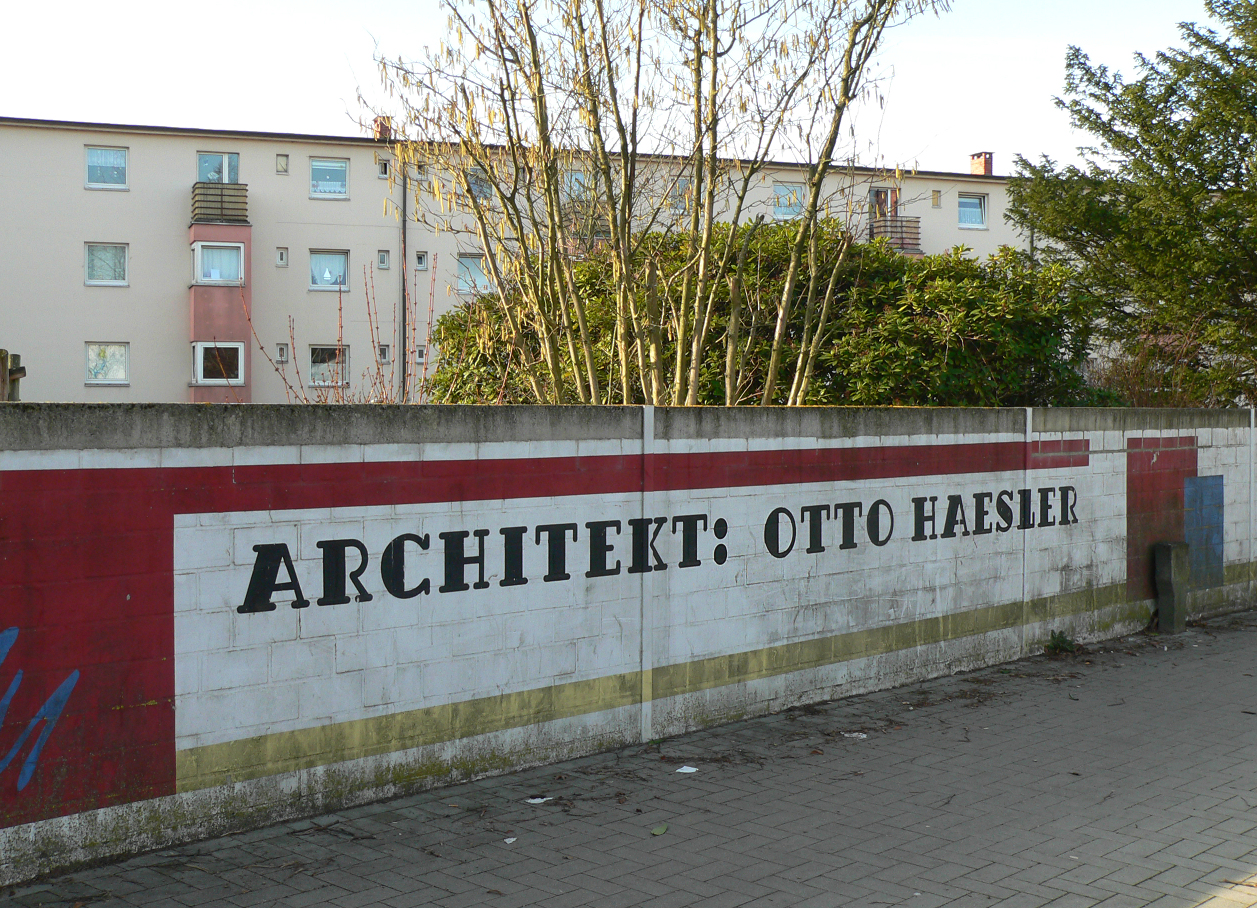
Mauerbeschriftung zum Architekten, dahinter ein Zeilenbau der Siedlung

Der Siedlung wurde durch Veröffentlichungen in Architekturkreisen weit bekannt. Einzelne Stimmen der Kritik am Architekturstil gab es in Celle, wonach die Flachdächer artfremd seien oder dass es sich um Steinkästen handeln würde. Formen und Farbgebung der Siedlung, insbesondere bei den betont senkrechten Treppenhäusern, orientierten sich an Vorbildern aus der zeitgenössischen niederländischen Architektur, insbesondere der Gruppe De Stijl. An einem Treppenhaus ist der Einfluss des Bauhauses anhand der großen Glasflächen mit freier Ecke sichtbar.
Mit der Siedlung Georgsgarten realisierte Otto Haesler erstmals eine offene Zeilenbauweise und erlangte mit typisierten Grundrissen eine maximale Flächenausnutzung. So entstand bezahlbarer Sozialwohnungsbau mit hohem Komfort und Architekturkritiker sahen hier eine „Mustersiedlung“, die den Wohnungsbau der Moderne maßgeblich beeinflusste. Für Haesler bedeutete die Siedlung den Durchbruch auf nationaler Ebene, da sie zu Folgeaufträgen führte, wie die Siedlung Dammerstock in Karlsruhe, die Siedlung Rothenberg in Kassel und die Siedlung am Friedrich-Ebert-Ring in Rathenow.

## Heute
Bei einer ersten Sanierung 1984 wurden die Wohnräume erneuert und die Fenster ausgetauscht. Inzwischen verfügen die Wohnungen über Badezimmer. Um das Jahr 2000 traten Risse an der Außenfassade in Verbindung mit Schimmelbildung an den Innenwänden auf. Eine vom Bauherren geplante Wärmedämmung, die das Erscheinungsbild des denkmalgeschützten Gebäudekomplexes verändert hätte, wurde nach verschiedenen Untersuchungen nicht umgesetzt. Als Ursache für die Rissbildung stellten sich Grundwasserbewegungen im Baugrund heraus und der Schimmel beruhte auf dem Lüftungsverhalten der Mieter.